# Tsaratanana (Ifanadiana)
Tsaratanana è una città e comune del Madagascar situata nel distretto di Ifanadiana, regione di Vatovavy-Fitovinany. 
La popolazione del comune rilevata nel censimento 2001 era pari a 21 185 unità.